# Так далеко, так близко!
«Так далеко, так близко!» (нем. In weiter Ferne, so nah!; англ. Faraway, So Close!) — художественный фильм немецкого кинорежиссёра Вима Вендерса. Продолжение фильма Вендерса «Небо над Берлином» 1987 года. Премия жюри Каннского кинофестиваля.

## Сюжет
Ангел Кассиэль вслед за своим другом Дэмиэлем спускается с небес на землю, в Берлин. Ангелы не должны вмешиваться в жизнь людей, иначе они потеряют свою ангельскую природу. Но Кассиэль спасает девочку, выпавшую с балкона, и становится смертным. Он находит Дамиэля, который работает в пиццерии, и знакомится с его женой и дочкой.
Кассиэль устраивается работать у некоего Беккера, сына бывшего нациста, сбежавшего в США. Беккер занимается нелегальной продажей порнографической продукции. Кроме того, он готовит к реализации крупную партию оружия, полученную в качестве оплаты за порнографические материалы. Узнав об этом, Кассиэль отказывается работать на Беккера.

## В ролях
- Отто Зандер — Кассиэль
- Бруно Ганц — Дэмиэль
- Настасья Кински — Рафаэла
- Питер Фальк — Питер Фальк и Ангел
- Рюдигер Фоглер — Филлип Винтер
- Сольвейг Доммартин — Марион
- Уиллем Дефо — Эмит Флести
- Хорст Буххольц — Тони Бейкер
- Хайнц Рюман — Конрад, шофёр
- Моника Хансен — Ханна

Уиллем Дефо и Настасья Кински

- Лу Рид — в роли самого себя (камео)
- Михаил Горбачёв — камео

## Производство
Небольшое камео в фильме исполнил президент СССР Михаил Горбачёв, для которого эта роль стала актёрским дебютом в кинематографе. Несмотря на то, что главным героем фильма является ангел Кассиэль, исполненный Отто Зандером, по мнению газеты The New York Times, Вендерс отвёл Горбачёву важнейшую роль — ангела-хранителя гласности.

## Награды
Гран-при жюри Каннского кинофестиваля (1993), Bavarian Film Awards — режиссура (1994).

## Видеоклип
В 1993 году рок-группа U2 пригласила режиссёра Вима Вендерса для съёмок видеоклипа на песню «Stay (Faraway, So Close!)»,
источником вдохновения которого послужил фильм «Так далеко, так близко!». Видеоряд музыкального видео включает кадры из фильмов Вендерса «Небо над Берлином» и «Так далеко, так близко!». По словам Вендерса, создание музыкального видео значительно отличается от съёмок кинофильма, поскольку сценарием служит сама песня, которой нужно помочь, чтобы она «смотрелась, звучала и была интересной, насколько это возможно».